# Cokeburg (Pensilvania)
Cokeburg es un borough ubicado en el condado de Washington en el estado estadounidense de Pensilvania. En el año 2000 tenía una población de 705 habitantes y una densidad poblacional de 746 personas por km².

## Geografía
Cokeburg se encuentra ubicado en las coordenadas 40°6′0″N 80°3′49″O / 40.10000, -80.06361.

## Demografía
Según la Oficina del Censo en 2000 los ingresos medios por hogar en la localidad eran de $30,179 y los ingresos medios por familia eran $39,028. Los hombres tenían unos ingresos medios de $32,404 frente a los $19,514 para las mujeres. La renta per cápita para la localidad era de $15,754. Alrededor del 9.9% de la población estaba por debajo del umbral de pobreza.